# نيل ديفيس
نيل ديفيس (بالإنجليزية: Neil Davis)‏ (15 أغسطس 1973 في المملكة المتحدة - ) هو لاعب كرة قدم بريطاني في مركز الهجوم. لعب مع أستون فيلا ونادي ترانمير روفرز لكرة القدم ونادي والسول ونيوبورت كونتي ونادي هدنسفورد تاون وبرومزغروف روفرز ‏ وويكمب وندررز وكوليشيل تاون وRedditch United F.C. ‏.

## وصلات خارجية
- نيل ديفيس على موقع قاعدة بيانات كرة القدم.إي يو (الإنجليزية)
- نيل ديفيس على موقع Soccerbase.com (لاعب) (الإنجليزية)
- نيل ديفيس على موقع عالم كرة القدم.نت (الإنجليزية)